# 16 Armia (RFSRR)
16 Armia (ros. 16-я армия) – związek operacyjny Armii Czerwonej okresu wojny domowej w Rosji i wojny polsko-bolszewickiej.

## Formowanie i walki
Sformowana w listopadzie 1918, początkowo jako Armia Zachodnia. Od marca 1919 przemianowana na Armię Białorusko-Litewską, a w czerwcu 1919 na 16 Armię. Wchodziła w skład Frontu Zachodniego, operowała na terenie Litwy i Białorusi. Latem 1919 poniosła duże straty i została odrzucona przez Polaków za Berezynę.
W czerwcu 1919 liczyła 14.318 bagnetów, 99 szabel, 415 km i 168 dział. Na początku listopada 1919 liczyła już 14.860 bagnetów, 830 szabel, 396 km i 97 dział.
Podczas ofensywy lipcowej 1920 16 Armia otrzymała rozkaz sforsowania Berezyny, a następnie natarcia w kierunku Ihumenia. Z 16 Armią współdziałać miała Grupa Mozyrska. Latem 1920 dotarła do Warszawy i szturmowała stolicę Polski. Podczas odwrotu znad Wisły uległa rozbiciu. Odtworzona we wrześniu 1920 poniosła duże straty podczas operacji niemeńskiej. Po podpisaniu rozejmu między Polską i Rosją Sowiecką skutecznie walczyła z oddziałami gen. Bulaka-Bałachowicza. Rozformowana w maju 1921.

## Dowódcy armii[3]
- Andriej Sniesariew (15 listopada 1918 - 13 marca 1919);
- Filipp Mironow (9 - 14 czerwca 1919, cz.p.o.);
- Aleksandr Nowikow (14 czerwca - 22 lipca 1919);
- Wasilij Głagolew (22 lipca - 14 sierpnia 1919);
- Nikołaj Sołłohub (14 sierpnia 1919 - 21 września 1920);
- Aleksandr Kuk (26 września 1920 — 24 kwietnia 1921);
- Jewgienij Szyłowski (24 kwietnia — 7 maja 1921, cz.p.o.).

## Struktura organizacyjna
w czerwcu 1919
- Zachodnia Dywizja Strzelców (późniejsza 52 Dywizja Strzelców)
- 7 Dywizja Strzelców
- 8 Dywizja Strzelców
- 2 Dywizja Pograniczna

w lipcu 1919
- 8 Dywizja Strzelców
- 17 Dywizja Strzelców
- 52 Dywizja Strzelców (dawna Zachodnia Dywizja Strzelców)
- 2 brygada z 5 Dywizji Strzelców

pod koniec sierpnia 1919
- 8 Dywizja Strzelców – 5760 bagnetów, 175 szabel, 102 km, 49 dział
- 17 Dywizja Strzelców – 4839 bagnetów, 334 szable, 66 km, 30 dział
- 52 Dywizja Strzelców – 3195 bagnetów, 111 szabel, 76 km, 37 dział

1 listopada 1919
- 8 Dywizja Strzelców
- 17 Dywizja Strzelców
- 52 Dywizja Strzelców

4 lipca 1920
- 2 Dywizja Strzelców
- 8 Dywizja Strzelców
- 10 Dywizja Strzelców
- 17 Dywizja Strzelców
- 27 Dywizja Strzelców

## Przekształcenia
Zachodnia Armia Radziecka → Litewsko-Białoruska Armia Radziecka → 16 Armia